# 1260
1260 (MCCLX) a fost un an bisect al calendarului iulian.

## Evenimente

Livonia în 1260

- Hulagu-han cucerește principatele ayyubide din Siria.
- 5 mai: Kublai-han devine comandant al Imperiului Mongol.
- 13 iulie: Bătălia de la Durben. Populațiile baltice ale samogiților și curonienilor îi înfrâng pe cavalerii teutoni.
- 26 august: Familia lui Ezzelino da Romano este eliminată din Treviso.
- 3 septembrie: Bătălia de la Ain Jalut (Palestina). Mamelucii resping pe mongoli, marcând prima înfrângere a acestora din urmă.
- 4 septembrie: Bătălia de la Montaperti. Ghibelinii din Siena, susținuți de regele Manfred al Siciliei, îi înfrâng pe guelfii din Florența.
- 5/10 septembrie: Soldații castilieni atacă prin surprindere orașul Sale din Maroc.
- 10 decembrie: Bătălia de la Homs. Declanșarea războiului dintre statul mongol Hoarda de Aur și hanatul Persiei.

### Nedatate
- iulie: Bătălia de la Kressenbrunn:. Regele Ottokar al II-lea al Boemiei cucerește provincia Stiria de la regele Bela al IV-lea al Ungariei.
- Asediu eșuat al Constantinopolului, apărat de flota venețiană, de către împăratul bizantin de la Niceea, Mihail al VIII-lea Paleologul; armistițiu pe un an de zile între statul niceean și Imperiul latin de Constantinopol.
- Budismul este adoptat în regatul thailandez Sukhothai.
- Carol de Anjou, fratele regelui Franței supune Piemontul.
- Ducatul Saxoniei se divide în Saxonia-Lauenberg și Saxonia-Wittenberg.
- Regatul Gao devine supus față de Imperiul Mali, în Africa.
- Regele Henric al III-lea al Angliei respinge orice tutelă a baronilor.
- Regele Ludovic al IX-lea al Franței interzice duelurile și toate războaiele private pe teritoriul regatului său.
- Se încheie dinastia Sena din Bengal.

## Arte, Știință, Literatură și Filosofie
- 5 ianuarie: Albert cel Mare este numit episcop de Ratisbona.
- 24 octombrie: Consacrarea catedralei din Chartres (actualmente, patrimoniu UNESCO), în prezența regelui Ludovic al IX-lea al Franței.
- Giacopo da Varazze scrie Legenda aurea.
- Începe construirea catedralei din Meissen, în Germania.
- Începe construirea catedralei din Schwerin, în Germania.
- Începe "Vârsta Sfântului Duh", conform predicțiilor lui Gioacchino da Fiore.
- Nicola Pisano sculptează baptisteriul din Pisa.

## Nașteri
- 25 martie: Andronic al II-lea Paleologul, împărat bizantin (d. 1332)
- Bartolomeo Gradenigo, viitor doge al Veneției (d. 1342)
- Enguerrand de Marigny, jurist francez (d. 1315)
- Farsi, matematician și fizician persan (d. 1320)
- Guillaume de Nogaret, sfătuitor al lui Filip al IV-lea al Franței (d. 1313)
- Maximus Planudes, gramatician și teolog bizantin (d. 1330)
- Meister Eckhardt, teolog și filosof german (d. 1328)
- Pietro Colonna, cardinal italian (d. 1326)

## Decese
- 26 august: Alberico da Romano, 63 ani, cavalerist italian (n. 1196)

## Înscăunări
- Baibars, sultan mameluc al Egiptului (1260-1277)